# Kaspar Ignaz von Künigl
Kaspar Ignaz von Künigl zu Ehrenburg (Innsbruck, 17 marzo 1671 – Kiens, 24 luglio 1747) è stato un nobile e vescovo cattolico austriaco.

## Biografia

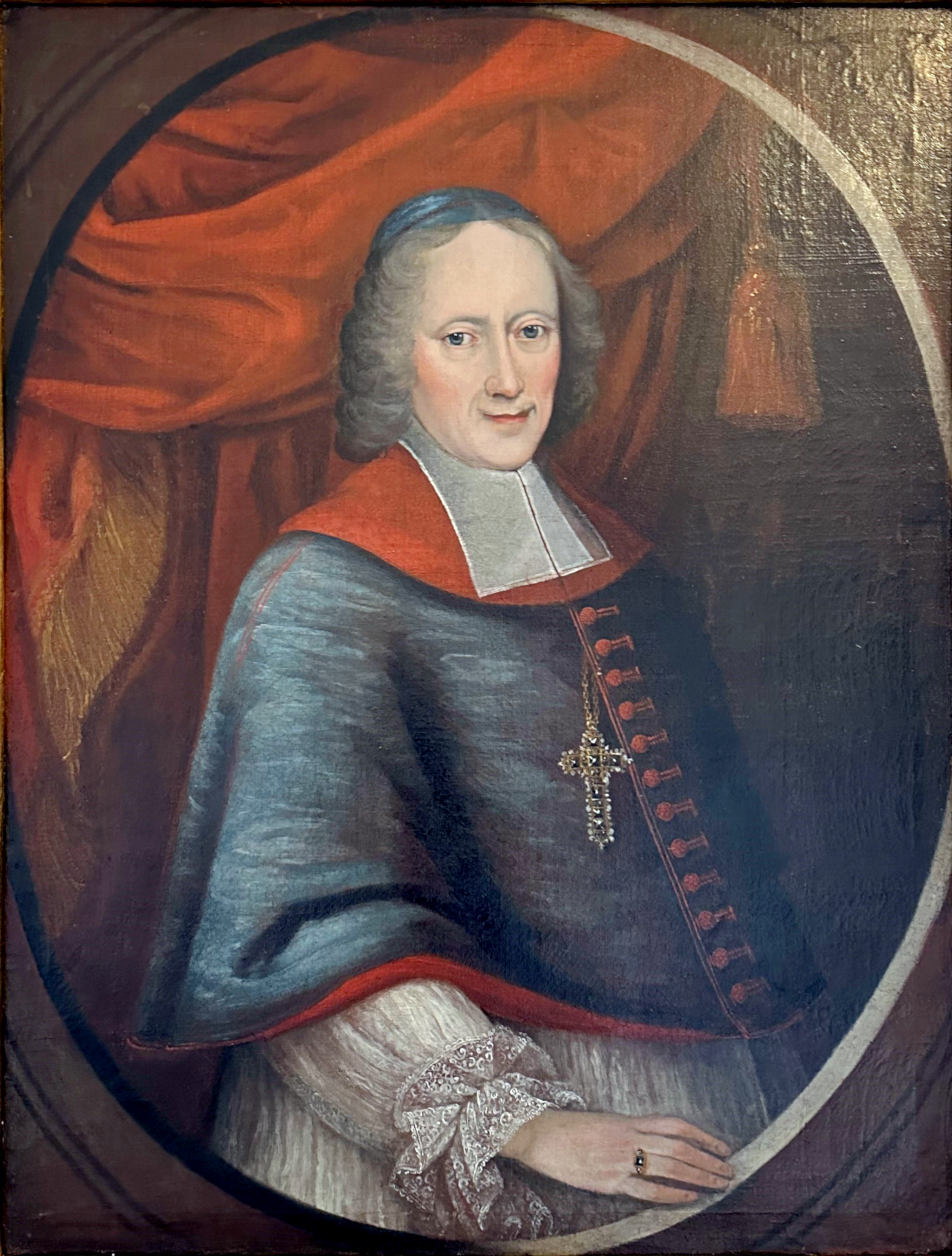
Ritratto del principe vescovo

Il vescovo Künigl era il figlio del governatore tirolese Johann Sebastian Georg von Künigl (1628-1697) e sua moglie Maria Anna Vizthum von Eckstädt. La famiglia Künigl apparteneva alla nobiltà tirolese; al momento della nascita del principe vescovo, tuttavia, erano soltanto baroni, poi conti dal 1713.
Kaspar Ignaz von Künigl ha frequentato il Ginnasio dei gesuiti a Innsbruck dove studiò filosofia e teologia dal 1687 al 1691. Il 22 dicembre 1692 fu ordinato sacerdote dal principe vescovo Johann Franz Khuen von Belasi e inizialmente fu parroco a San Candido in Val Pusteria. A 31 anni, l'8 giugno 1702,  fu eletto principe-vescovo di Bressanone; ricevette la consacrazione episcopale Georg Sigismund von Sinnersberg, vescovo ausiliare di Trento, il 24 giugno 1703, dopo la conferma papale del 14 maggio.
Künigl governò come principe vescovo di Bressanone dal 1702 al 1747 e quindi ebbe il mandato più lungo di tutti i vescovi. Oltre alle abilità diplomatiche, sfruttate in numerosi negoziati con la corte imperiale viennese, si sforzò di attuare le decisioni di riforma del Concilio di Trento. Di conseguenza, il vescovo iniziò a visitare la sua diocesi ogni due anni. Poco dopo essere entrato nell'ufficio pastorale, Künigl iniziò la sua prima, ampia visita, che durò dal 1704 al 1711. Seguì una seconda visita dal 1711 al 1715. Le ore passate nel confessionale e la consegna personale della comunione ai fedeli erano ovvi per il prelato, e divennero il modello di una coerente cura pastorale della diocesi. Künigl promosse durante il suo governo regolari ritiri sacerdotali, nonché un movimento missionario popolare permanente e nazionale, che si basava soprattutto sui gesuiti e il loro superiore padre Christoph Müller (1682-1766).
Creò anche 55 nuovi uffici pastorali, numerose nuove scuole, decretò l'istituzione di piccole biblioteche del decanato e nel 1721 pubblicò il libro rituale Sacerdotale Brixinense, che rese disponibile gratuitamente a ciascun sacerdote diocesano per migliorare nel campo liturgico.
Numerose chiese e case parrocchiali sono state costruite sotto il suo episcopato come la ricostruzione della cattedrale di Bressanone (dal 1745) e il completamento dell'Hofburg, in particolare l'ala ovest con l'ala imperiale e in particolare la Hofkirche. Donò l'altare maggiore barocco alla cattedrale di Innsbruck.
Nel 1704 il principe-vescovo von Künigl acquistò una reliquia di San Cassiano da Imola. In ricordo del trasferimento di quest'ultima a Bressanone, e in ringraziamento per lo sterminio e la devastazione degli eserciti nemici nella guerra del 1703, una processione lo elogiò in suo onore. Il fratello del vescovo Künigl, Sebastian Johann Georg von Künigl (1663-1739), fu governatore del Tirolo, come suo padre, e nella guerra del 1703 era stato l'anima della resistenza contro i francesi e i bavaresi. Per commemorare il successo della difesa contro le truppe nemiche, la provincia del Tirolo eresse la colonna di sant'Anna a Innsbruck, che il vescovo di Bressanone benedì solennemente il 26 luglio 1706.

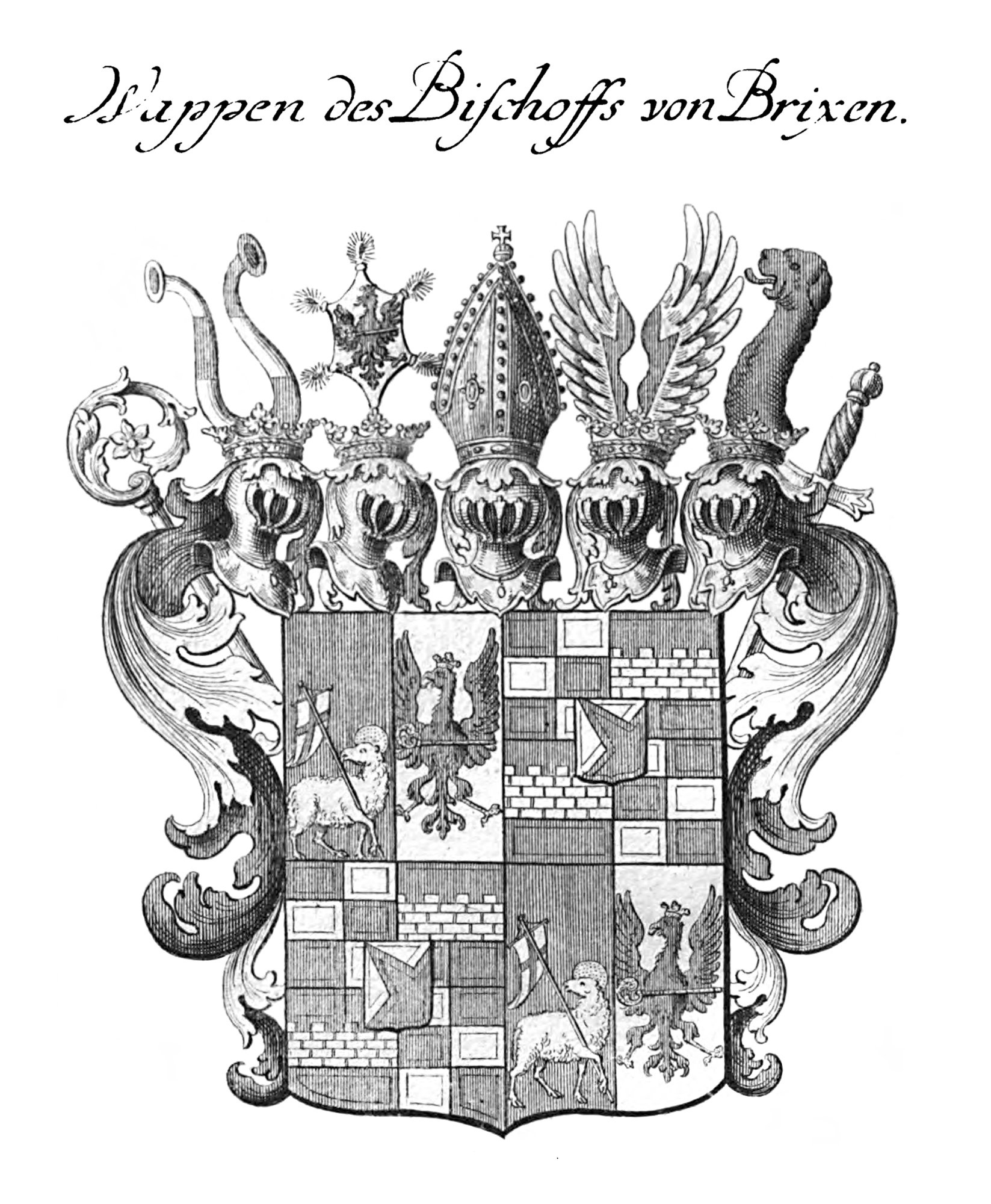
Stemma del vescovo Künigl

Il vescovo Kaspar Ignaz von Künigl morì nel 1747 nel suo castello vicino a Kiens e fu sepolto nella cattedrale di Bressanone, dove è conservato il suo epitaffio.

## Genealogia episcopale e successione apostolica
La genealogia episcopale è:
- Arcivescovo Filippo Archinto
- Papa Pio IV
- Cardinale Giovanni Antonio Serbelloni
- Vescovo Giacomo Rovellio
- Cardinale Carlo Gaudenzio Madruzzo
- Vescovo Anton Crosini von Bonporto
- Vescovo Paulinus Mayr
- Vescovo Wilhelm von Vintler von Runkelstein
- Vescovo Johann Franz von Khuen zu Liechtenberg
- Vescovo Giuseppe Vittorio Alberti d'Enno
- Vescovo Georg Sigismund von Sinersberg
- Vescovo Kaspar Ignaz von Künigl

La successione apostolica è:
- Vescovo Ferdinand Joseph Gabriel von Sarnthein (1727)